# 川村文乃
川村 文乃（かわむら あやの、1999年7月7日 - ）は、日本の元アイドル、元女優で、ハロー!プロジェクトに所属する女性アイドルグループ・アンジュルムの元メンバー（6期）および2代目サブリーダー。高知県出身で、同地を中心に活動した元ジュニアアイドル。はちきんガールズの元メンバー。本名同じ。旧芸名は川村 あやの（読みは同じ）。
血液型A型。アップフロントプロモーションに所属していた。2021年1月28日より高知県観光特使を、2月17日より高知市PR大使を務めていた。

## 略歴
2009年11月24日、尾﨑正直高知県知事より「高知県おさかなPR大使」に任命され、同年12月9日「おさかな天国2010」でCDデビューした。はちきんガールズと共に、高知県を中心に活動。
2011年4月17日、はちきんガールズに正式に加入した。
2014年4月、高知から上京した。
2016年、「モーニング娘。'16 『新世紀』オーディション」に応募するも、落選。
2016年6月12日、「キチロック!」出演をもってはちきんガールズから卒業した。
2016年8月17日、川村文乃名義で「ハロプロ研修生」に加入したことが発表された。
2017年5月5日、「Hello! Project 研修生発表会2017 ～春の公開実力診断テスト～」において、一岡伶奈・段原瑠々とともにハロー!プロジェクトのメンバーとしてデビューすることが発表された。
2017年6月26日、アンジュルムへの加入が発表された。同年7月15日よりアンジュルムとして活動。
2018年5月9日、シングル「泣けないぜ…共感詐欺/Uraha=Lover/君だけじゃないさ...friends(2018アコースティックVer.)」でアンジュルムとしてメジャーデビュー。
2019年6月19日、同日付でアンジュルムの2代目サブリーダーに就任（同グループのサブリーダーからリーダーに昇格した竹内朱莉の後任）。
2019年7月7日、1st写真集『Ayano』を発売。
2020年7月4日、「Hello!Project presents…「ソロフェス!」」でMVPを獲得。
2020年11月4日、高知県のアンテナショップ「まるごと高知」の「ゆず活アンバサダー」に就任。
2021年1月28日、高知県観光特使に就任。
2021年2月17日、高知市PR大使に就任。
2021年7月10日、全国鮪解体師協会の「1級マグロ解体師」試験に女性として初めて合格。
2024年7月4日、同年秋開催のコンサートツアーをもって、グループ及びハロー!プロジェクトを卒業し、芸能活動を終了することを発表した。
2024年11月12日、2nd写真集『permanent girl』を発売。
2024年11月28日、日本武道館で行われた卒業公演をもってアンジュルムおよびハロー!プロジェクトを卒業、芸能活動を終了した。

## 人物
- 特技はカツオをさばくこと。もともと高知県おさかなPR大使であり、はちきんガールズ在籍時も特技としていた[21]。2021年7月には、女性初となる1級マグロ解体師の資格を取得している[22]。
- モーニング娘。の工藤遥の大ファンであり、ハロプロ研修生加入後も憧れの先輩としている。
- Juice=Juiceの宮本佳林も憧れの先輩である。宮本も、Juice=Juiceメンバーから「（川村が）似てるとものすごく言われます」と語っている[23]。
- はちきんガールズ在籍中の2016年4月、大森望の著作『50代からのアイドル入門』のイベントがハロー!プロジェクトオフィシャルショップで開催された時にゲストで出演するほどのハロプロファンである[24]。
- 座右の銘は、はちきんガールズでは「日々感謝日々精進」、ハロプロでは「諦めるよりもこだわり抜く」。

## ディスコグラフィー

### CDシングル
| No. | タイトル         | カップリング曲                  | 発売日        | 備考                                                                 |
| --- | ---------------- | ------------------------------- | ------------- | -------------------------------------------------------------------- |
| 1   | おさかな天国2010 | おさかな天国2 ~サヨリの恋の物語 | 2009年12月9日 | おさかな天国のカバー。それぞれの曲のカラオケ版も同時に収録している。 |

### コラボレーション
- 風のブーケ / 松原健之 feat. 植村あかり（Juice=Juice） & 川村文乃（アンジュルム） & 小片リサ（2021年9月29日、テイチクレコード）

### 配信楽曲
- 誤爆〜We Can't Go Back〜 / 一岡伶奈、段原瑠々、川村文乃、高瀬くるみ、清野桃々姫（2017年8月11日、UP-FRONT WORKS）[25]
- 雑煮でケンカしてんじゃねーよ / 宮崎由加（Juice=Juice）、牧野真莉愛（モーニング娘。'17）、川村文乃（アンジュルム）（2017年12月22日、UP-FRONT WORKS）[26]

## 出演

### テレビ
- We Can☆47（2011年度、BSフジ） - We Can☆Girls & Boys（川村文乃名義で出演）[27][28]
- アンジュルム竹内朱莉デビュー10周年記念特番～朝まで生竹内!～（2021年8月12日、BSスカパー!） - 第1部ゲスト
- 西乃風ブラン堂（2021年10月11日 - 2024年10月7日、MBSテレビ） - 植村あかりと共にMC[29]

### アニメ
- 「闇芝居」第3期（2016年、テレビ東京）[30]

### ラジオ
- TS ONE UNITED アンジュルム ～アンジュルム川村文乃のアヤノの夜明けは近いぜよ!～（2017年12月、i-dio TS ONE）
- HELLO! DRIVE! -ハロドラ-（2017年10月 - 2019年6月、Radio NEO） - 金曜日担当
- 西乃風ブラン堂ラジオ（2021年10月 - 2024年10月、MBSラジオ）[31]

### CM
- 積水ハウス 高知ヨガ篇
- JAバンク高知

### PR・キャンペーン
- えひめ西条!移住応援大使（2017年10月19日 - ）[32]
- 高知県観光特使（2021年1月28日 - ）[3]
- 高知市PR大使（2021年2月17日 - ）[4]

### イメージキャラクター
- NHK高知放送局防災キャンペーン（2021年2月22日 - ）[33]

### コンサート
- M-line Special 2021〜Make a Wish!〜（2021年11月20日、中野サンプラザ / 12月4日、広島国際会議場フェニックスホール。各日昼夜2公演） - ゲスト出演[34]
- M-line Special 2023 ～Magical Wish～（2023年5月13日、浦安市文化会館 大ホール、昼夜2公演） - ゲスト出演[35]

### 舞台
- イマジンミュージカル
  - 「若草物語」松山公演（2008年7月28日、愛媛県県民文化会館）
  - 「赤毛のアン」広島公演（2009年8月21日、ALSOKホール）
- 劇団ゆまにて「夏の夜の夢」（2011年3月10日、高知県立美術館ホール） - パック 役
- シズ☆ゲキ「進め! 春川女子高校2 -ハルジョの七不思議-」（2015年7月8日 - 12日、池袋・シアターKASSAI） - 名波梢 役[36]
- 舞台「JKニンジャガールズ」（2017年2月23日 - 3月4日、新宿・全労済ホールスペース・ゼロ） - 女生徒B 役 他
- 演劇女子部
  - 「ネガポジポジ」（2016年11月3日 - 20日、池袋・シアターグリーン BIG TREE THEATER）
  - 「ファラオの墓」（2017年6月2日 - 11日、池袋・サンシャイン劇場） - ウルジナ兵ライキ 役 他
  - 「夢見るテレビジョン」（2017年10月5日 - 15日、全労済ホール スペース・ゼロ） - 星みちる 役
  - 全労済ホール/スペース・ゼロ提携公演「アタックNo.1」（2018年11月29日 - 12月9日、全労済ホール スペース・ゼロ） - 八木沢静 役
- 演劇女子部「遙かなる時空の中で6 外伝 〜黄昏ノ仮面〜」（2019年6月8日、サンシャイン劇場） - 友情出演[37]

### オリジナルビデオ
- 特捜戦隊デカレンジャー 20th ファイヤーボール・ブースター（2024年11月13日、東映） - モクミス 役[38]

### イベント
- 土佐の「おきゃく」2009 ジュニアファッションショー
- 土佐のおさかなまつり（2011 - 2016年） - 高知県おさかなPR大使として

### その他
- 四国アイランドリーグplus・高知ファイティングドッグス公式ジュニアチーム CuRu CuRu（ - 2012年）

## 書籍

### 写真集
- Ayano（2019年7月7日、オデッセー出版、撮影：宮脇進） [13][39]
- permanent girl（2024年11月12日、オデッセー出版、撮影：柿沼隆介）[19]
  - ISBN 978-4-8470-8576-5（通常版）
  - ISBN 978-4-8470-8577-2（Amazon限定カバーVer.）

### 雑誌
- Coccolo

### 電子書籍
- 【私服グラビア】川村文乃（ハロプロ研修生）Daily LoGiRL 642（2016年12月13日、LoGiRL、撮影：石垣星児）[40]

## 参加ユニット
- はちきんガールズ（2011年 - 2016年）
- アンジュルム（2017年 - 2024年）
- シャッフルユニット
  - ハロプロ・オールスターズ（2018年 - 2020年）